# (39615) 1994 AU
(39615) 1994 AU est un astéroïde de la ceinture principale d'astéroïdes découvert en 1994.

## Description
(39615) 1994 AU a été découvert le 4 janvier 1994 à l'observatoire astronomique d'Ōizumi, situé à Ōizumi, dans la préfecture de Gunma, au Japon, par Takao Kobayashi.

### Caractéristiques orbitales
L'orbite de cet astéroïde est caractérisée par un demi-grand axe de 2,37 ua, un périhélie de 1,95 ua, une excentricité de 0,18 et une inclinaison de 2,56° par rapport à l'écliptique. Du fait de ces caractéristiques, à savoir un demi-grand axe compris entre 2 et 3,2 ua et un périhélie supérieur à 1,666 ua, il est classé, selon la JPL Small-Body Database, comme objet de la ceinture principale d'astéroïdes.

### Caractéristiques physiques
(39615) 1994 AU a une magnitude absolue (H) de 15,7 et un albédo estimé à 0,336.